# معهد البحوث العلمية وإحياء التراث الإسلامي
معهد البحوث العلمية وإحياء التراث الإسلامي، هو معهد مستقل لإحياء التراث الإسلامي، عبارة عن عدة مراكز مختلفة المجالات، هدفه الأساس التركيز على قضايا التراث الإسلامي، جمعاً، وفهرسةً، وتصنيفاً، وتحقيقاً، ودراسةً، ونشراً. كانت بداياته في عام 1396هـ باسم مركز البحث العلمي وإحياء التراث الإسلامي. وفي عام 1406هـ، تم ضم المركز ليصبح بمسمى معهد البحوث العلمية وإحياء التراث الإسلامي. وهو معهد تابع لجامعة أم القرى، في مكة المكرمة، المملكة العربية السعودية.

## خلفية تاريخية
في الماضي كان المعهد يعمل تحت مسمى مركز إحياء التراث الإسلامي، وكان المركز النواة الأولى لإنشاء معهد البحوث العلمية وإحياء التراث الإسلامي، حيث أنشئ في عام 1396هـ باسم مركز البحث العلمي وإحياء التراث الإسلامي، وعندما أنشئ معهد البحوث العلمية وإحياء التراث الإسلامي عام 1406هـ ضم هذا المركز إليه، بعد موافق مجلس جامعة أم القرى في عام 1407هـ. ويعد مركز التعليم الإسلامي أحد المراكز البحثية العتيقة في المعهد حيث أنشئ في 1977م. بموجب توصية المؤتمر العالمي للتعليم الإسلامي. وفي 9 صفر 1402هـ، صدر أمر سامي بضم مركز بحوث التعليم الإسلامي إلى جامعة أم القرى بعد انفصالها عن جامعة الملك عبد العزيز بجدة.
يهتم المعهد بالعناية بالتراث الإسلامي جمعاً وفهرسة وتحقيقاً، وربط الجامعة بالمجتمع في إطار القيم الإسلامية. ويتخصص في بحوث الدراسات الإسلامية بمختلف فنونها بفروعها المختلفة مثل: الكتاب والسنة، والفقه والأصول، والعقيدة، والاقتصاد الإسلامي، وغيرها من التخصصات.

## الرؤية والرسالة

### الرؤية
النهوض بالبحث العلمي ليكون في مصاف المستويات العالمية، وبما يضمن تحقيق رسالة الجامعة وخدمة المجتمع المعرفي والبحثي 

### الرسالة
تدعيم رسالة الجامعة. وتشجيع البحث العلمي في مختلف ميادينه مع التركيز على الأوليات البحثية لمواجهة المشكلات المجتمعية والتنموية.

## أمانة المجلس
يتكون أعضاء مجلس المعهد معهد البحوث العلمية وإحياء التراث الإسلامي من كل من:
| معهد البحوث العلمية وإحياء التراث الإسلامي       |         |
| أعضاء مجلس المعهد                                |         |
| مجلس معهد                                        | العضوية |
| عميد معهد البحوث العلمية وإحياء التراث الإسلامي  | رئيساً   |
| عميد الدراسات العليا                             | عضوا    |
| وكلاء معهد البحوث العلمية وإحياء التراث الإسلامي | أعضاء   |
| مدير مركز بحوث الطب والعلوم الطبية               | عضوا    |
| مدير مركز بحوث العلوم الهندسية والمعمارية        | عضواً    |
| مدير مركز بحوث العلوم التطبيقية                  | عضواً    |
| مدير مركز بحوث اللغة العربية وآدابها             | عضواً    |
| مدير مركز بحوث العلوم التربوية والنفسية          | عضواً    |

## مراكز البحوث

### مركز إحياء التراث الإسلامي
كان هذا المركز هو النواة الأولى لإنشاء معهد البحوث العلمية وإحياء التراث الإسلامي، حيث أنشئ في عام 1396هـ ، باسم مركز البحث العلمي وإحياء التراث الإسلامي، وكانت اختصاصات المركز تشمل أنواع البحوث العلمية في مجال الدراسات الإسلامية، واللغة العربية، إضافة إلى الاهتمام بالتراث الإسلامي. وعندما أنشئ معهد البحوث العلمية وإحياء التراث الإسلامي عام 1406هـ ضم هذا المركز إليه، ووافق المجلس الأعلى للجامعة في عام 1407هـ، على إنشاء مركز مستقل لإحياء التراث الإسلامي، يكون هدفه الأساس التركيز على قضايا التراث الإسلامي، جمعاً، وفهرسةً، وتصنيفاً، وتحقيقاً، ودراسةً، ونشراً.

### مركز الدراسات الإسلامية
عندما انشئ مركز البحث العلمي وإحياء التراث الإسلامي عام 1396هـ كانت بحوث الدراسات الإسلامية بمختلف فنونها تدخل ضمن اختصاصات المركز، وقد وافق المجلس الأعلى للجامعة في عام 1407هـ على إنشاء مركز مستقل لبحوث الدراسات الإسلامية بفروعها المختلفة مثل: الكتاب والسنة، والفقه والأصول، والعقيدة، والاقتصاد الإسلامي، وغيرها من التخصصات.

### مركز التعليم الإسلامي
يعد مركز بحوث التعليم الإسلامي أحد المراكز البحثية العتيقة بمعهد البحوث العلمية وإحياء التراث الإسلامي، حيث أنشئ المركز عام 1397هـ-1977م، بموجب توصية المؤتمر العالمي للتعليم الإسلامي. ومن ذلك التاريخ وهو يتبع منظمة المؤتمر الإسلامي.
وفي 9 صفر 1402هـ، صدر أمر سامي بضم مركز بحوث التعليم الإسلامي إلى جامعة أم القرى بعد انفصالها عن جامعة الملك عبد العزيز بجدة.
وفي 8 محرم 1406هـ، صدرت الموافقة الحكومة السعودية على إنشاء معهد البحوث العلمية وإحياء التراث الإسلامي، وقد بدأ العمل في المعهد اعتباراً من 9 ربيع الثاني 1406هـ، بعد أن ضُمّت إليه مراكز البحوث العلمية التي كانت موجودة آنذاك (إحياء التراث الإسلامي – التربوية والنفسية – التعليم الإسلامي – العلوم التطبيقية والهندسية).

### مركز اللغة العربية وأدابها
أنشيء هذا المركز عام 1407هـ، بعدما تقرر فصل بعض التخصصات عن مركز بحوث إحياء التراث الإسلامي الذي تأسس عام 1396هـ ، واستحداث مراكز بحثية جديدة شاملة لجميع التخصصات الموجودة في الجامعة، حيث وافق المجلس الأعلى للجامعة – في جلسته الأولي المنعقدة بتاريخ 19 ربيع الثاني 1407هـ، على إنشاء مركز مستقل لبحوث اللغة العربية وآدابها.
ويقوم بمهمة النشاط البحثي في فروع اللغة العربية كافة، من نحو وصرف، وعروض، وأدب، ونقد، وبلاغة، وعلم اللغة، سواًء أكانت بحوثاً وكتباً علمية، أم رسائل جامعية موصي بطبعها. ويضطلع بعقد الندوات والمحاضرات العلمية في مجال تخصصه ضمن نشاطه المنبري الذي ينظمه كل عام.
وقد قام المركز منذ إنشائه وحتى الآن بإصدار مجموعة قيمة من البحوث والكتب، والرسائل الجامعية حيث صدرت ضمن سلسلة البحوث والكتب والرسائل الجامعية الموصي بطباعتها والتي نشرها المعهد.
كما يعكف المركز منذ أعوام عديدة على إعداد موسوعة شاملة للشعر العربي من العصر الجاهلي حتى القرن الرابع الهجري. وقد صدر منها حتى الآن القسم الأول، مشتملا على ثمانية أجزاء تضم أربعة منها فهرساً للقوافي مرتباً على حروف الروي، والأربعة الأخرى تضم فهرساً هجائياً لأوائل الأبيات. ومازال العمل جارياً على الانتهاء منها، وستصدر كاملة في قرص ممغنط (اسطوانة) ليعمم نفعها ويسهل تداولها بين الباحثين، ويفيد الجميع منها، بأحصر وقت، وأيسر طريقة.

### مركز العلوم التربوية والنفسية
أنشئ مركز العلوم التربوية والنفسية عام 1394هـ/1395هـ ، في كلية التربية ليرعى البحوث في أقسام الكلية المتعددة، وبخاصة أن الكلية كانت تضم أقسام العلوم التطبيقية، والعلوم الاجتماعية، إلى أن أنشئت الكليات المختصة، حيث نقلت إليها تلك الأقسام، وقد ضم هذا المركز إلى معهد البحوث العلمية وإحياء التراث الإسلامي عند إنشائه عام 1406هـ، وهو يركز على الدراسات والبحوث في مجال العلوم التربوية مثل: المناهج وطرق التدريس، وعلم النفس، والإدارة التربوية، والتربية الإسلامية، وغيرها من التخصصات التربوية.

### مركز العلوم الاجتماعية
نشئ مركز العلوم الاجتماعية عام 1407هـ، لرعاية بحوث العلوم الاجتماعية، وذلك بعد موافقة المجلس الأعلى للجامعة، ويتولى المركز الاهتمام بالبحوث والدراسات المتعلقة بفروع العلوم الاجتماعية، مثل: علم المعلومات، الجغرافيا، التاريخ، واللغات الأجنبية، وعلم الاجتماع، والخدمة الاجتماعية، والإعلام.

### مركز العلوم التطبيقية
أنشئ مركز العلوم التطبيقية عام 1404هـ ، بعد إنشاء كلية العلوم التطبيقية والهندسية واستقلالها عن كلية التربية، وقد ضم هذا المركز إلى معهد البحوث العلمية وإحياء التراث الإسلامي عام 1406هـ ويرعى المركز مسيرة البحوث في تخصصات العلوم التطبيقية.

### مركز العلوم الهندسية والمعمارية
أنشئ هذا المركز عام 1417هـ ، ويهتم بتشجيع الإنتاج العلمي وإجراء البحوث والدراسات الهندسية ودعمها وتسهيل سبل نشرها، ويرعى المركز مسيرة البحوث في تخصصات العلوم الهندسية والعمارة خاصةً العمارة الإسلامية.

### مركز الطب والعلوم الطبية
أنشئ مركز بحوث الطب والعلوم الطبية، عام 1422هـ ، تحت مسمى مركز بحوث الطب والعلوم الطبية، وجاء إنشاؤه معززاً لدور المعهد في تشجيع البحث العلمي ودعمه. يعتبر هيئة إدارية وعلمية متخصصة تم إنشاءه لدعم البحوث الصحية في معهد البحوث العلمية وإحياء التراث الإسلامي، يلعب المركز دوراً هاماً في تحقيق رسالة الجامعة في خدمة المجتمع من خلال المساهمة في حل المشاكل الصحية السائدة من خلال أبحاث سريرية وتطبيقية متميزة تساهم في إثراء المعارف الطبية والصحية العالمية.
يشتمل المركز على بيئة علمية متميزة ومناسبة للباحث تُدار من خلال منظومة إدارية وأكاديمية عالية التأهيل وتتميز بالخبرة الواسعة في مجال الأبحاث الصحية.
تتمحور جهود المركز في البحث عن آفاق جديدة للوقاية من الأمراض أو علاجها أو منع مضاعفاتها لذلك فإن المركز يدعم الأبحاث الطبية في كل التخصصات بما في ذلك البحث عن مواد فعالة في البيئة الطبيعية المحلية ودراسة سلامة وفاعلية الوصفات الشعبية والموروثة والمواد المشيدة حديثا والكشف عن المواد المسرطنة، وكذلك فإن المركز يدعم الأبحاث التي نعني بدراسة التأثير النفسي أو تأثير الأدوية والمواد على الأجنة أثناء الحمل والتي تلعب دوراً هاماً في حماية المجتمع من المواد الخطرة. كما أن التعاون الوثيق بين المركز والمراكز البحثية الأخرى بالجامعة يشكل العمود الفقري للكثير من الأنشطة البحثية.

### مركز العلوم الصيدلانية
أنشئ هذا المركز عام 1430هـ ، تحت مسمى مركز بحوث علوم الصيدلة، ويهتم هذا المركز بالبحوث المتخصصة في علم الأدوية، والعقاقير الطبية، والكيمياء الصيدلية، والصيدلة السريرية، وقد جاء إنشاء هذا المركز معززاً لدور معهد البحوث العلمية وإحياء التراث الإسلامي في تشجيع البحث العلمي، ودعمه في المجالات المعرفية المختلفة.

## عمادة المعهد
| معهد البحوث العلمية وإحياء التراث الإسلامي |                                                      |
| عمادة المعهد                               |                                                      |
| الأسم                                      | المنصب                                               |
| أ.د. عادل بن محمد علي عسيري                | العميد                                               |
| د. مرضي غرم الله الزهراني                  | وكيل المعهد                                          |
| د. عبد الله بن عوض الاحمري                 | وكيل المعهد للتطوير وخدمة المجتمع (أمين مجلس المعهد) |
| أ. د. شيخة بنت سعود عاشور                  | وكيلة المعهد                                         |
| د. جمعان عبد القادر الزهراني               | وكيل المعهد للثقافة والنشر                           |
| د. محمد حسن علي مختار                      | وكيل المعهد للأبحاث                                  |

## أقسام المعهد

### قسم المخطوطات

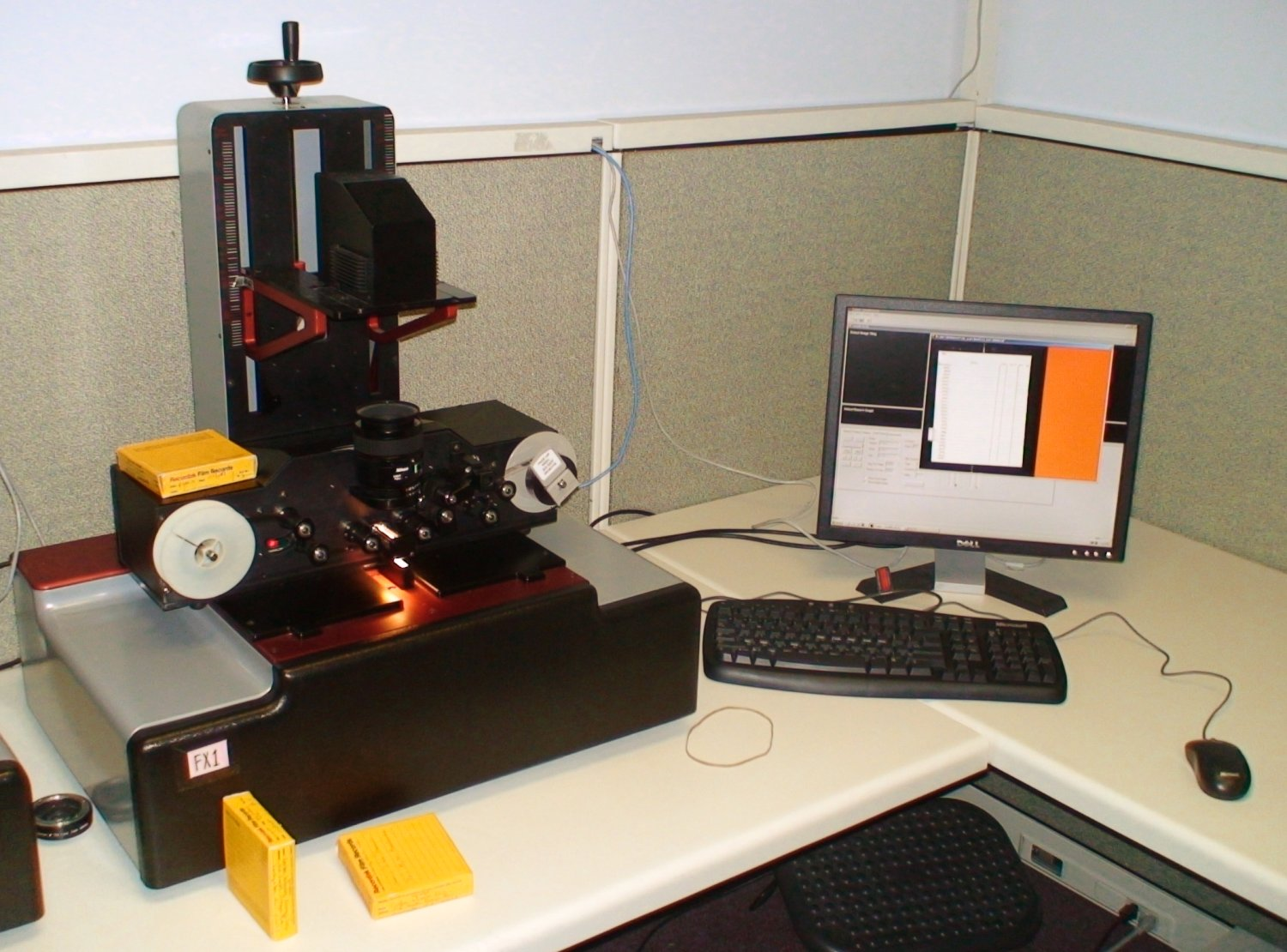
المسح الرقمي الميكروفيلم

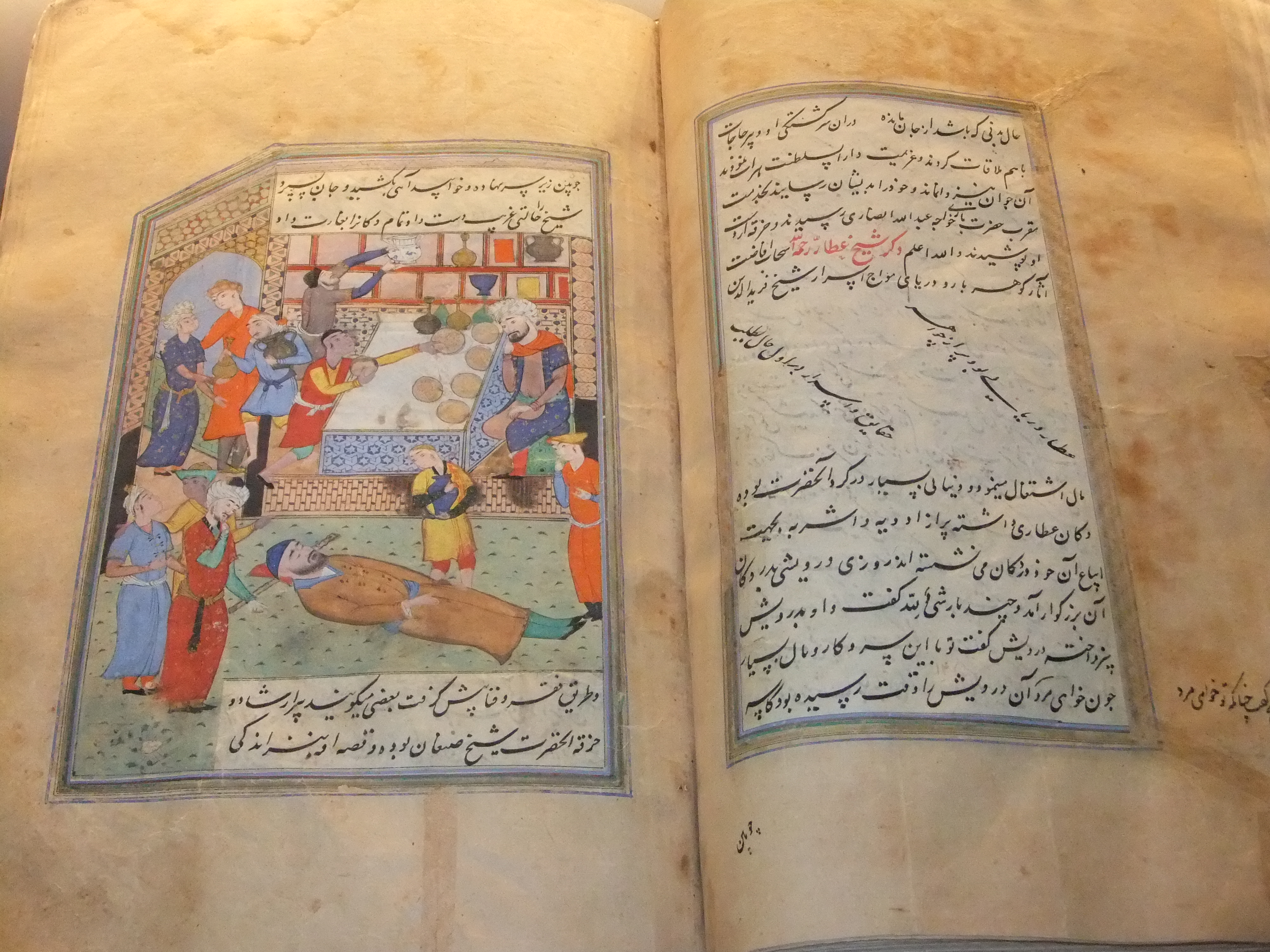
مخطوط لفريد الدين عطار

يضم القسم أكثر من 80 ألف مخطوط (ميكروفيلم) ، موزعة على 27 فناً من فنون العلم المختلفة، ولكل فن فهرس خاص بذلك الفن، هذا الفهرس يعطي الباحث فكرة موجزة عن المخطوط (عنوانه/ أسم مؤلفه / مصدره، عدد اوراقه، نوع خطه، بدايته ونهايته، تاريخ نسخه)، وإن احتاج الباحث الاطلاع إلى المخطوط، لعليه أخذ رقم المخطوط، ثم يتم إحضار المخطوط ليطلع عليه على جهاز القارئ أو على جهاز الكمبيوتر، وإن أراد الباحث أحذ نسخة من المخطوط، فعليه تعبئة استمارة خاصة بذلك - مرفقة صورة عنها مع هذا الخطاب- ثم يسلم للطالب صورة عن المخطوط المطلوب على أسطوانة السي دي.
أهم أعمال القسم ووظائفة ونشاطاته:
إن نشاطات القسم كثيرة ومتعددة وجميعها تصب في خدمة الطلبة والباحثين وتسهيل مهامهم العلمية والبحثية ضمن منظومة الحركة العلمية في جامعة أم القرى ويمكن حصرها وتقسيمها إلى قسمين:
القسم الأول: الأعمال الخاصة بالقسم:
1. فهرسة وترقيم المخطوطات الواردة للقسم (الميكروفيلمية أو اسطوانات السي دي) وفق ضوابط علمية معروفة ووضعها ضمن الفهارس العامة.
2. تزويد القسم بالمخطوطات من خلال البحث والنظر في فهارس المخطوطات المطبوعة لانتقاء الجيد منها والنادر ثم محاولة الحصول على تلك الجهات.
3. تنظيم وترتيب الفهارس وبطاقات الفهرسة.
4. تصنيف علب المخطوطات التي يتداولها الطلاب والباحثون في خلاص زياراتهم للقسم وإعادتها إلى اماكنها المخصصة لذلك.
5. تسليم واستلام المخطوطات التي يتم أخذها لقسم التصوير وتحديد المطلوب تصويره منها.
6. البحث في مواقع المخطوطات الموجود علة شبكة المعلومات الدولية (الإنترنت) وتصوير المخطوطات الجيدة منها.
7. مراجعة وتصحيح ما يطبع من فهارس المخطوطات والتي يقوم المعهد على طباعتها.

القسم الثاني : الخدمات التي تقدم لزوار القسم للطلبة والباحثين من داخل الجامعة وخارجها:
1. مساعدة الطلاب والباحثين في كيفية احتيار المخطوطات الجيدة والتي تصلح أن تكون موضوعاً لرسائلهم العلمية (ماجستير أو دكتوراه، أو بحوث ترقية)، ومن ثم إعطائهم فكرة موجزة عنها قبل تسجيلها والعمل عليها مع مساعدتهم في كيفية استخدام أجهزة القراءة وقراءة ما يشكل عليهم منها.
2. الرد على جميع استفسارات وأسئلة الطلاب والباحثين فيما يتعلق بالمطلوب وتصويره منها.
3. اقتراح بعض المخطوطات للعمل عليها كمشاريع بحثية لطلبة الماجستير والدكتوراه وللقسم دور في اختيار بعضها.

ونظراً لتوافر هذه الخدمات جعلت منه مقصداً لطلاب العلم والباحثين من داخل المملكة وخارجها حيث تجاوز عدد المراجعين أكثر من ألف باحث في 1432هـ، أغلبهم من طلبة الدراسات العليا اطلعوا على أكثر من 2500 مخطوط في مختلف فنون العلم والمعرفة.
مجالات تطوير القسم:
يمكن حصر مجالات تطوير القسم في عدة نقاط:
1. تزويد القسم بالجديد من المخطوطات.
2. طباعة الفهارس الخاصة بالقسم.
3. تزويد القسم بأجهزة كمبيوتر جديدة.
4. حاجة القسم لتشغيل بعض الطلاب ممن لهم خبرة ومعرفة في مجال المخطوطات (فهرسة وإدخال البيانات).

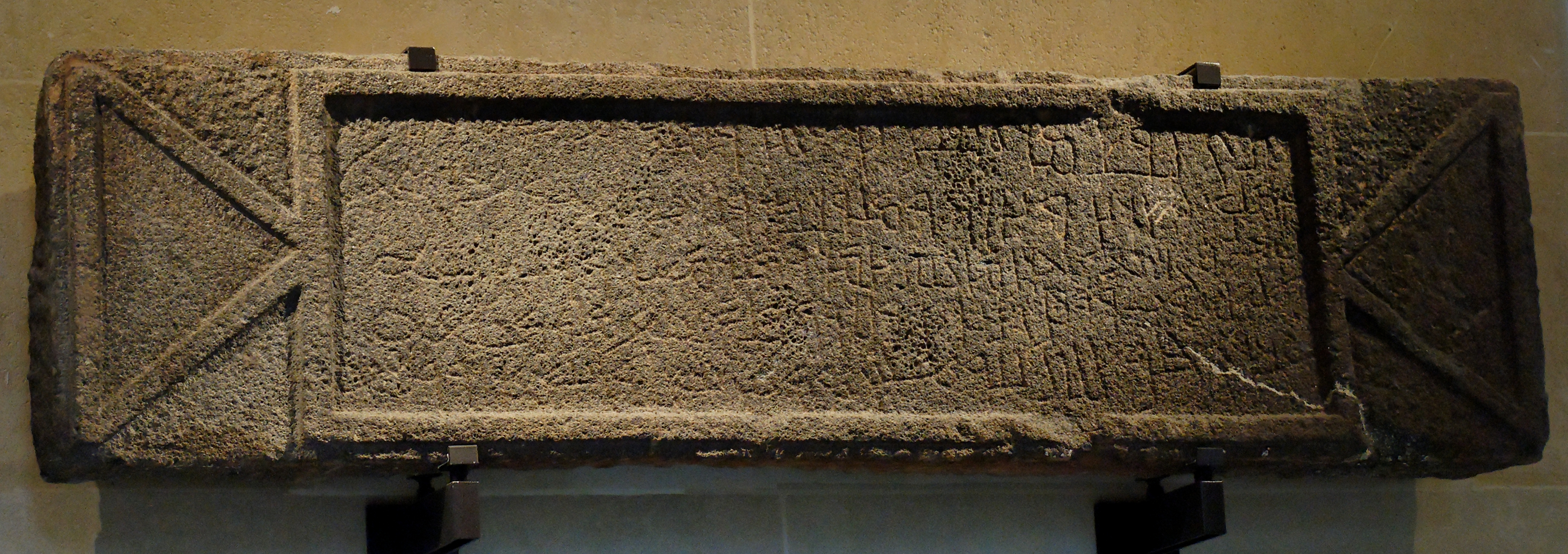
نقش النمارة، شاهد قبر امرئ القيس بن عمرو ملك الحيرة.

### مكتبة المعهد
تعد مكتبة معهد البحوث العلمية وإحياء التراث الإسلامي أكبر مكتبة فرعية بين مثيلاتها من مكتبات الكليات والمعاهد، وثاني مكتبة في الجامعة - بعد المكتبة المركزية (مكتبة الملك عبد الله بن عبد العزيز الجامعية) -، من حيث المساحة، وعدد أوعية المعلومات من الكتب، والدوريات، والرسائل الجامعية، وغيرها من مصادر المعلومات. وهي مكتبة مخصصة للباحثين من أعضاء هيئة التدريس، وطلاب الدراسات العليا من داخل الجامعة وخارجها، حيث تحوي كتباً ومصادر علمية بتحقيق وطبعات نادرة.
وقد جهزت في هذه المكتبة قاعات مخصصة للقراءة الحرة، وخلوات خاصة للباحثين، فيما عنيت عمادة معهد البحوث العلمية وإحياء التراث الإسلامي بجميع محتويات المكتبة، وبالرسائل الجامعية التي منحتها جامعة أم القرى على وجه الخصوص، فجعلت لها قاعة كبرى يتم فيها عمليات الحفظ، وتم تصنيفها وفهرستها بطريقة علمية تسهل على الباحثين الوصول إلى الرسالة الجامعية المطلوبة بأيسر الطرق، وفي أقصر وقت ممكن من خلال الفهرس الآلي الخاص بمكتبة معهد البحوث العلمية وإحياء التراث الإسلامي.
كما وجهزت مكتبة المعهد بأجهزة حاسوبية متطورة ومزودة بخدمات الإنترنت لتلبية حاجة الباحثين في الاتصال بقواعد ومراكز المعلومات المحلية والدولية ويسعى العديد أعضاء هيئة التدريس بالجامعة إلى استغلال الخدمات والقاعات المجهزة لإلقاء محاضراتهم وتقديم الدروس العملية بصورة خاصة في مكتبة المعهد؛ حيث تتوفر لهم جميع الخدمات المرجعية وإرشاد المستفيدين بالإضافة إلى توفير خدمات التصوير والانترنت.

## مطبوعات المعهد

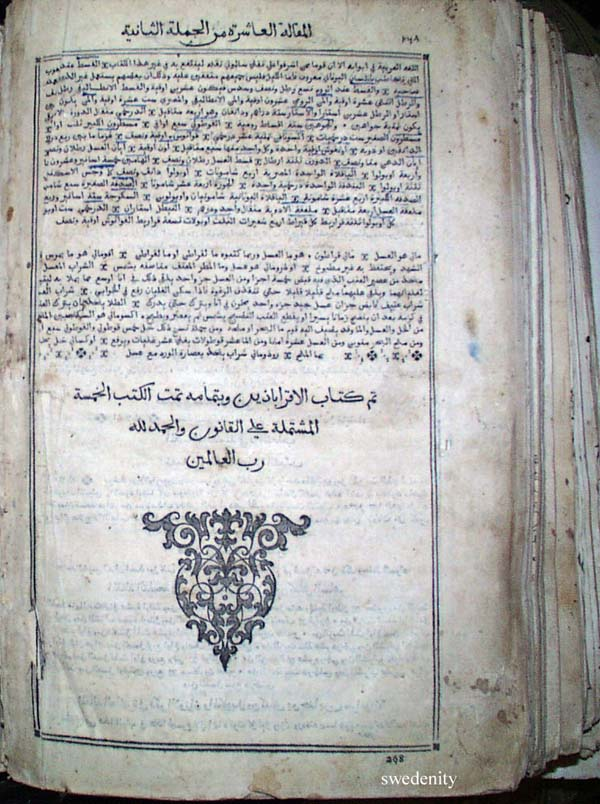
كتاب "القانون في الطب" لابن سينا، الطبيب ذي الجذور الفارسية، دوّنها باللغة العربية.

تتضمن هذه القوائم معلومات عن الكتب والبحوث التي تمت طباعتها بمعهد البحوث العلمية طبقا لكل مركز بحثي:
1. مركز بحوث إحياء التراث الإسلامي.
2. مركز بحوث الدراسات الإسلامية.
3. مركز بحوث التعليم الإسلامي.
4. مركز بحوث التربوية والنفسية.
5. مركز بحوث العلوم التطبيقية.
6. مركز بحوث العلوم الاجتماعية.
7. مركز بحوث اللغة العربية.
8. مركز بحوث العلوم الهندسية والمعمارية.
9. مركز بحوث الطب والعلوم الطبية.
10. سلسلة الرسائل العلمية الموصى بطبعها.
11. فهارس المخطوطات والأدلة.
12. كتب وأبحاث تحت الطبع.
13. الإصدارات حديثة.

### المعرض الدائم للمطبوعات
أفتتح المعرض الدائم لمطبوعات معهد البحوث العلمية وإحياء التراث الإسلامي عام 1420هـ، وهو يضم جميع مطبوعات المعهد وما أنتجته جميع المراكز البحثية العشرة. وقد وصل مجموع النتاج الفكري المطبوع للمعهد حتى الآن ما يقارب حوالي (700) عنوان في مختلف التخصصات.
وعمادة المعهد تستضيف باستمرار جميع الباحثين من أعضاء هيئة التدريس وطلاب الدراسات العليا وطلاب الدراسات الجامعية وزوار الجامعة وضيوفها من خارج الجامعة؛ إلى زيارة المعرض الدائم بمقر المعهد بالدور الأرضي كما تستضيف الباحثات من عضوات هيئة التدريس وطالبات الدراسات العليا وطالبات الدراسات الجامعية وزائرات الجامعة إلى زيارة المعرض الدائم بفرع المعهد بمقر الطالبات بالزاهر وذلك خلال فترة الدوام الرسمي والاستفادة والاطلاع على الكتب والأبحاث المعروضة به.

## الإجراءات التنظيمية والتنفيذية
الإجراءات التنظيمية والتنفيذية لتمويل المشاريع البحثية بالمعهد:
1. يتقدم الباحث بطلب تمويل المشروع البحثي إلى وكيل المعهد للأبحاث مرفقا به ورقة (تقديم مشروع بحث علمي).
2. يتولى وكيل المعهد للأبحاث إدراج المشروع البحثي في قاعدة البيانات المخصصة لذلك وإحالة الموضوع بخطاب إلى مدير المركز المختص.
3. توجيه الخطاب بتوقيع وكيل المعهد للأبحاث إلى الباحث الرئيس يتضمن ما تم اتخاذه من إجراءات بشأن المشروع.
4. يقوم مدير المركز بتحويل المشروع البحثي إلى العضو المختص بالمركز (فاحص مبدئي) بخطاب ويرفق به نموذج الفحص المبدئي.
5. 1. في حالة صلاحية المشروع لاستكمال الإجراءات، يقدم الفاحص المبدئي تقريرا بذلك متضمنا اقتراح أسماء المحكمين وفق النماذج المعدة لذلك.
  2. في حالة عدم صلاحية المشروع يقدم الفاحص المبدئي تقريرا بذلك متضمنا الأسباب.
6. يعرض تقرير الفاحص المبدئي على مجلس المركز لاتخاذ التوصية المناسبة، على أن تتضمن أسماء المحكمين المرشحين (الأساس والاحتياط) إذا كانت التوصية بالموافقة على التمويل.
7. بعد مصادقة عميد المعهد على محضر اجتماع مجلس المركز يتم الآتي:
  1. في حالة التوصية بالموافقة على تمويل المشروع البحثي، يقوم مدير المركز المختص بإرساله بخطاب إلى المحكمين الأساسيين مرفقا به نموذج التقويم.
  2. في حالة التوصية بعدم الموافقة على تمويل المشروع البحثي، يوجه مدير المركز خطابا إلى الباحث الرئيس يتضمن اعتذار المعهد عن قبول تمويل المشروع البحثي.
8. يقدم كل محكم تقريرا مفصلا عن المشروع البحثي وفق النماذج المعدة لذلك في مدة لا تتجاوز شهرا واحدا من تاريخ تسلمه المشروع.
9. في حالة تأخر تقرير المحكم عن المدة المقررة يقوم مدير المركز بالتعقيب عليه بخطاب (نموذج11) ويعطى المحكم مهلة أسبوعين من تاريخ التعقيب.
10. إذا لم يصل تقرير المحكم في الوقت المحدد، يتم إرسال المشروع البحثي إلى المحكم الاحتياط.
11. بعد وصول تقرير المحكم، يرفع مدير المركز طلبا لعميد المعهد لصرف مكافأة المحكم.
12. تعرض تقارير المحكمين على مجلس المركز لاتخاذ إحدى التوصيات التالية:
  1. في حالة موافقة المحكمين الأساسيين على المشروع البحثي يوصي المجلس بإرسال نسخ من تقريري المحكمين –مع الاحتفاظ باسميهما- إلى الباحث الرئيس لعمل التعديلات إن وُجدت.
  2. في حالة موافقة محكم واحد وعدم موافقة الآخر على المشروع البحثي، تعرض التقارير على مجلس المركز لاتخاذ التوصية المناسبة.
  3. في حالة رفض المشروع البحثي من المحكمين الأساسيين أو محكم أساسي واحد والمحكم المرجح فيعامل المشروع البحثي كما في البند (7).
13. بعد إجراء التعديلات على المشروع البحثي يحيل مدير المركز المشروع مع تقارير المحكمين إلى العضو المختص بالمركز للتأكد من قيام الباحث الرئيس بإجراء التعديلات اللازمة والتزامه بالإجراءات والشروط النظامية وإعداد تقرير بذلك.
14. يعرض التقرير على مجلس المركز لاتخاذ التوصية المناصبة.
15. بعد المصادقة يرفع مدير المركز مذكرة عرض تفصيلية لعميد المعهد مرفقا بها ما يأتي:
  1. نسخة من ا لمشروع البحثي مختومة بختم المركز.
  2. سيرة ذاتية علمية مختصرة للباحث الرئيس والباحثين المشاركين.
  3. نسخة من تقارير المحكمين والعضو المختص بالمركز.
  4. صورة من محضر اجتماع مجلس المركز يتضمن:
  5. الصفحة الأولى من المحضر.
  6. الصفحة الموجود عليها الموضوع والتوصية.
  7. صفحة التواقيع.
  8. صورة من خطاب مصادقة العميد على المحضر.
  9. تحديد عدد تقارير الإنجاز الدورية التي يحتاجها المشروع البحثي وآلية التمويل.
16. يعرض الموضوع على مجلس المعهد لاتخاذ القرار المناسب.
17. يتم التعاقد على إنجاز المشروع البحثي بين المعهد (عميد المعهد أو من ينيبه) والباحث الرئيس بناء على موافقة مجلس المعهد على التمويل.
18. يبلغ عميد المعهد الجهة المختصة لصرف الدفعة الأولى للباحث الرئيس وفق بنود العقد.
19. بناء على ما يقدمه الباحث الرئيس من تقارير دورية عن سير المشروع البحثي، يقرر مجلس المعهد عطفا على توصية مجلس المركز الموافقة على صرف المستحقات المالية للباحث الرئيس وفق بنود العقد.
20. يرفع الباحث الرئيس التقرير النهائي للمشروع البحثي لصرف الدفعة الخيرة، ويحق للمعهد مطالبة الباحث الرئيس تقديم محاضرة بالمعهد حول المشروع البحثي وأبرز النتائج التي توصل إليها.

## الخدمات البحثية

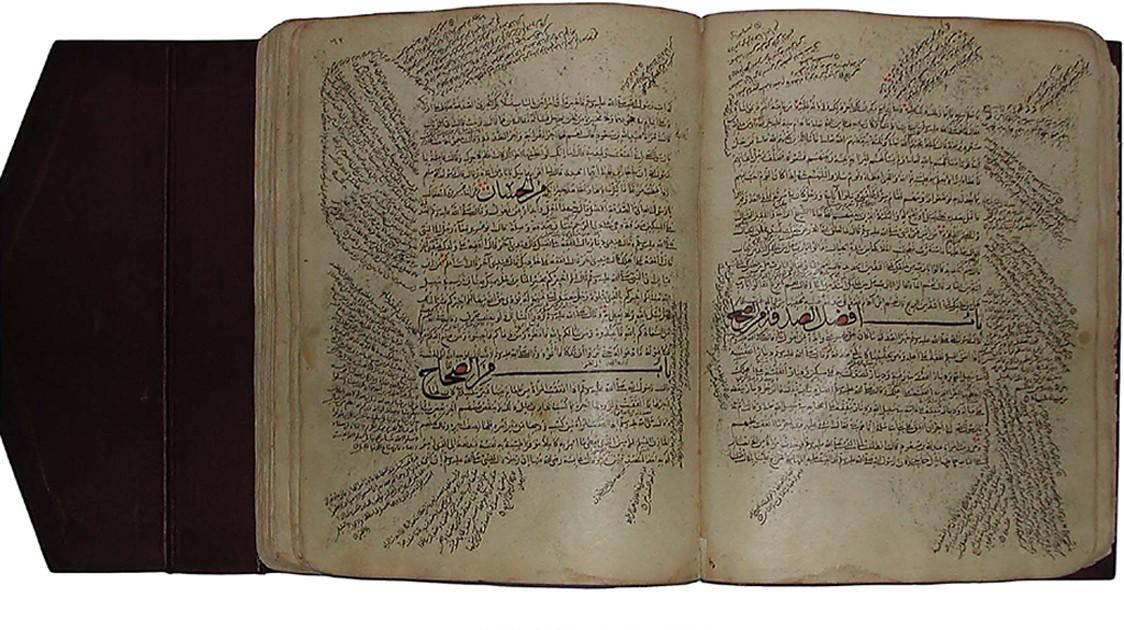
مخطوطة ترجع للقرن الرابع عشر الميلادي.

1. تنفيذ وتمويل مشاريع البحوث العلمية.
2. نشر الكتب والبحوث والرسائل الجامعية.
3. جمع وتحقيق التراث الإسلامي ونشره.
4. إمداد الباحثين بما يحتاجونه من أبحاث وملخصات للأبحاث المنشورة في مجال بحوثهم من خلال قواعد بيانات اللغة الإنجليزية المتوفرة بالمعهد.
5. الاتصال بمركز الملك فيصل وتقديم خدمة تسجيل موضوعات الماجستير والدكتوراه للباحثين.
6. تقديم خدمة تصوير وإتاحة المخطوطات للباحثين في مجال تحقيق التراث.

## وحدة تصميم البحوث والاستشارات الإحصائية

تحليل البيانات

تهدف هذه الوحدة إلى مساعدة الباحثين بالمعهد والمراكز البحثية في المجالات المختلفة في تصميم أبحاثهم وفق المنهج العلمي المناسب، ومنها:
- تقديم الاستشارات الإحصائية المناسبة لتحليل البيانات.
- وحدة تصميم البحوث والاستشارات الإحصائية تعلن عن إقامة ورشة عمل، محتوي ورشة العمل.
- أسماء المشتركين في ورشه عمل تحليل البيانات الأحصائية.
- إقامة ورشة عمل في تصميم التجارب "Experimental Design".

## الندوات والمؤتمرات
| معهد البحوث العلمية وإحياء التراث الإسلامي                                                 |         |                                            |
| الندوات والمؤتمرات                                                                         |         |                                            |
| المؤتمر                                                                                    | التاريخ | المكان                                     |
| المؤتمر الأول للبحوث والرسائل الجامعية                                                     | 2008    | (عمان - الأردن)                            |
| المؤتمر الدولي الثالث للأمراض المعدية                                                      | 2009    | (بكين - الصين)                             |
| مؤتمر الطفولة العربية الثاني العولمة والمحافظة على الهوية                                  | 2009    | (الغردقة - مصر)                            |
| المؤتمر العلمي العربي السادس لرعاية الموهوبين والمتفوقين                                   | 2009    | (عمان - الأردن)                            |
| ما قبل عام (1400هـ)                                                                        | 2009    | (عمان - الأردن)                            |
| المؤتمر الدولي للتعليم المزيج                                                              | 2009    | (جامعة سانت كاترينا - البرازيل)            |
| المؤتمر الدولي الثاني عشر في مجال الترجمة                                                  | 2009    | (بينانج - ماليزيا)                         |
| مؤتمر اتحاد المؤرخين العرب تاريخ الوطن العربي عبر العصور                                   | 2009    | (القاهرة - مصر)                            |
| المؤتمر العالمي السادس عشر للعلوم                                                          | 2009    | (بيروت - لبنان)                            |
| ندوة تاريخ الوطن العربي عبر العصور (الوفود والسفارات)                                      | 2009    | (القاهرة - مصر)                            |
| مؤتمر السابقون الأولون ومكانتهم لدى المسلمين                                               | 2009    | (الكويت العاصمة)                           |
| مؤتمر فيلادلفيا الدولي الرابع عشر "ثقافة وتواصل                                            | 2009    | (عمان - الأردن)                            |
| مؤتمر اللغة العربية من المنظور الثقافي والاجتماعي                                          | 2009    | (جاكرتا - اندونيسيا)                       |
| المؤتمر العالمي التاسع للمعلومات ICI9                                                      | 2009    | (كوالامبور - ماليزيا)                      |
| المؤتمر الثالث للجمعية الدولية للترجمة والدراسات الثقافية                                  | 2009    | (ميلبورن - استراليا)                       |
| الندوة الأوروبية السادسة عشر للكيمياء العضوية                                              | 2009    | (براغ - التشيك)                            |
| المؤتمر العلمي السادس لرعاية الموهوبين والمتفوقين                                          | 2009    | (عمان - الأردن)                            |
| ورشة عمل في تصميم المقررات الإليكترونية                                                    | 2009    | (كوالامبور - ماليزيا)                      |
| المؤتمر العلمي الحادي والعشرون (تطوير المناهج الدراسية بين الأصالة والمعاصرة)              | 2009    | (القاهرة - مصر)                            |
| مؤتمر الذات والآخر في الثقافة العربية والإسلامية                                           | 2009    | (جامعة المنيا - مصر)                       |
| مؤتمر التعليم والاتصال                                                                     | 2009    | (فيينا - النمسا)                           |
| المؤتمر السنوي الثالث عشر للترجمة والترجمة الشفهية                                         | 2009    | (قوادالاجارا - المكسيك)                    |
| مؤتمر اللغة العربية من المنظور الثقافي والاجتماعي                                          | 2009    | (جاكرتا - اندونيسيا)                       |
| المؤتمر الثالث للأوقاف "الوقف الإسلامي ... اقتصاد وإدارة وبناء حضارة"                      | 1431هـ  | (المدينة المنورة)                          |
| المؤتمر السادس "للتحليل الدالي ونظرية التقريب"                                             | 2009    | (بوينزا - إيطاليا)                         |
| المؤتمر العالمي (إسلامية الدراسات اللغوية والأدبية وتطبيقاتها)                             | 2009    | (كوالامبور - ماليزيا)                      |
| المؤتمر العالمي الرائد في أبحاث المناعة                                                    | 2009    | (هاواي - الولايات المتحدة الأمريكية)       |
| المؤتمر العالمي الثاني للغة العربية وآدابها "إسلامية الدراسات اللغوية والأدبية وتطبيقاتها" | 2009    | (الجامعة الإسلامية - ماليزيا)              |
| المؤتمر الدولي الحادي عشر عن الجودة في البحث العلمي                                        | 2009    | (جاكرتا - اندونيسيا)                       |
| المؤتمر العلمي الحادي والعشرون (تطوير المناهج الدراسية بين الصالة والمعاصرة)               | 2009    | (القاهرة - مصر)                            |
| المؤتمر السنوي التاسع والعشرون لتاريخ العلوم عند العرب                                     | 2009    | (حلب - سوريا)                              |
| المؤتمر العربي الثالث للسمنة والنشاط البدني                                                | 2020    | (المنامة - البحرين)                        |
| مؤتمر الجامعات العربية "التحديات والآفاق"                                                  | 2010    | (شرم الشيخ - مصر)                          |
| مؤتمر تبادل الحضارات                                                                       | 2010    | (كيب تاون - جنوب إفريقيا)                  |
| مؤتمر السيرة النبوية في الدراسات الإيطالية                                                 | 2010    | مؤتمر السيرة النبوية في الدراسات الإيطالية |
| الملتقى العلمي الحادي عشر لجمعية التاريخ والآثار بدول مجلس التعاون                         | 2010    | (المنامة - البحرين)                        |
| المؤتمر السادس - سيبويه إمام العربية                                                       | 2010    | (القاهرة - مصر)                            |
| مؤتمر الارهاب بين تطرف الفكر وفكر التطرف                                                   | 2010    | (المدينة المنورة)                          |
| المؤتمر الدولي للكيمياء للتنمية المستدامة                                                  | 2010    | (المحمدية - المغرب)                        |
| ورشة العمل الدولية في الأكارولوجى                                                          | 2010    | (كولكاتا - الهند)                          |

## مشاركات معارض الكتاب
للمعهد عدة مشاركات في معارض الكتاب الدولي، منها معارض الكتاب للعام 2010:
| معهد البحوث العلمية وإحياء التراث الإسلامي |                                     |            |            |
| مشاركات معارض الكتاب                       |                                     |            |            |
| م                                          | اسم المعرض                          | من         | إلى        |
| 1                                          | معرض القاهرة الدولي للكتاب          | 27-01-2010 | 10-02-2010 |
| 2                                          | معرض نيودلهي الدولي للكتاب          | 30-01-2010 | 07-02-2010 |
| 3                                          | معرض الدار البيضاء الدولي للكتاب    | 12-02-2010 | 21-02-2010 |
| 4                                          | معرض مسقط الدولي للكتاب             | 23-02-2010 | 05-03-2010 |
| 5                                          | معرض أبوظبي الدولي للكتاب           | 02-03-2010 | 07-03-2010 |
| 6                                          | معرض البحرين الدولي للكتاب          | 14-03-2010 | 23-03-2010 |
| 7                                          | معرض تونس الدولي للكتاب             | 23-04-2010 | 02-05-2010 |
| 8                                          | معرض جنيف الدولي للكتاب             | 28-04-2010 | 02-05-2010 |
| 9                                          | معرض سيؤول الدولي للكتاب            | 13-05-2010 | 16-05-2010 |
| 10                                         | معرض أمريكا الدولي للكتاب           | 25-05-2010 | 27-05-2010 |
| 11                                         | معرض الكتاب العربي بسوريا           | 29-07-2010 | 08-08-2010 |
| 12                                         | معرض الثقافة الدولي للكتاب في الصين | 30-08-2010 | 03-09-2010 |
| 13                                         | معرض موسكو الدولي للكتاب            | 01-09-2010 | 06-09-2010 |
| 14                                         | معرض عمّان الدولي للكتاب             | 22-09-2010 | 01-10-2010 |
| 15                                         | معرض فرانكفورت الدولي للكتاب        | 06-10-2010 | 10-10-2010 |
| 16                                         | معرض الكويت العربي للكتاب           | 13-10-2010 | 23-10-2010 |
| 17                                         | معرض الشارقة الدولي للكتاب          | 26-10-2010 | 04-11-2010 |
| 18                                         | المعرض الدولي للكتاب بالجزائر       | 27-10-2010 | 06-11-2010 |
| 19                                         | معرض فيينا الدولي للكتاب            | 18-11-2010 | 21-11-2010 |
| 20                                         | معرض الدوحة للكتاب                  | 24-11-2010 | 4-12-2010  |
| 21                                         | معرض بيروت العربي للكتاب            | 3-12-2010  | 16-12-2010 |

## وصلات خارجية
- معهد البحوث العلمية وإحياء التراث الإسلامي - (جامعة أم القرى) - الموقع الرسمي.